# Initiative Q
Initiative Q es un intento para crear una nueva red de pago y moneda digital . Fue creado por el empresario israelí Saar Wilf, quien previamente fundó Fraud Sciences, una empresa de seguridad de pagos adquirida por PayPal. La iniciativa Q está respaldado por economista del Instituto Cato , Lawrence H. White .  A diferencia de Bitcoin, el esquema no tomaría medidas para evadir la regulación estatal.
El objetivo de Initiative Q es reemplazar las tarjetas de pago y el papel moneda que utilizan una infraestructura antigua por un nuevo sistema de pago que aproveche las tecnologías actuales. Se trata de "crear una nueva moneda (la Q) y distribuirla a cualquiera que ayude a acelerar la adopción".  La Q no es una criptomoneda y no está descentralizada, sino que será supervisada por un comité monetario independiente, muy parecido a un banco central.
En diciembre del 2021 se da a conocer en su página web, la suspensión del proyecto alegando que al tener una comunidad de más de 10 millones de miembros, no es suficiente para lanzar una nueva moneda, borrando todos los datos de los usuarios si no encuentran una manera de avanzar en el proyecto.